# Kleine Kaukasus
De Kleine Kaukasus (Azerbeidzjaans: Kiçik Qafqaz Dağları, Georgisch: მცირე კავკასიონი; Mtsire Kavkasioni, Armeens: Փոքր Կավկաս; Pokr Kavkas, Russisch: Малый Кавказ; Maly Kavkaz) is de zuidelijkste van de twee primaire bergketens die tezamen de Kaukasus vormen. Het gebergte heeft een lengte van 600 kilometer en is ongeveer 120 kilometer breed. De hoogste berg van de Kleine Kaukasus is de vulkaan Aragats in Armenië met een top van 4090 meter boven zeeniveau.
De Kleine Kaukasus ligt in het grensgebied van Georgië, Azerbeidzjan, Armenië en Turkije en ligt op gemiddeld ongeveer 100 kilometer afstand parallel aan de Grote Kaukasus. Het gebergte loopt langs de grens van het Armeens Hoogland van het zuidoosten naar het noordwesten. De Kleine Kaukasus gebergte is verbonden met de Grote Kaukasus middels de Lichigebergte dat de scheiding van het oosten en westen van Georgië vormt.
De Kleine Kaukasus bestaat uit verschillende subgebergtes, waaronder de Geghama in Armenië en de Mescheti-, Samsari- en Trialetigebergtes in Georgië.